# Kamienica firmy Drzewiecki i Jeziorański w Warszawie
Kamienica firmy Drzewiecki i Jeziorański – wczesnomodernistyczna zabytkowa kamienica znajdująca się przy Alejach Jerozolimskich 57 w Warszawie.

## Opis

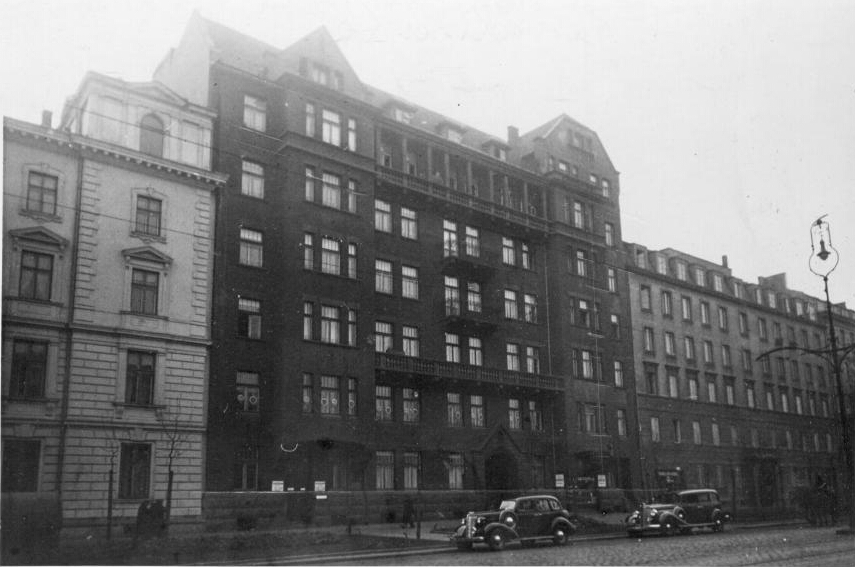
Kamienica w 1938 roku

Kamienicę projektu brytyjskiego architekta Artura Gurneya wraz z oficynami oddano do użytku w 1912. Budynek zaprojektowano w stylu wczesnego modernizmu. Na fasadzie widać inspirację architekturą zamkową w postaci dwóch asymetrycznych ryzalitów zakończonych trójkątnymi szczytami po obu stronach elewacji frontowej. Elementem charakterystycznym są również dwa balkony biegnące przez prawie całą szerokość elewacji, wyższy w formie galerii nakrytej dachem wspartym na grubych filarach.
Od początku zaprojektowany do pełnienia jednocześnie funkcji mieszkalnej i leczniczej, w budynku mieściła się publiczna lecznica „Omega”. Budynek posiadał własne źródła prądu oraz wody (w postaci studni artezyjskiej).
Budynek został uszkodzony w czasie radzieckiego nalotu na miasto w 1943.
W budynku od 1912 do aresztowania przez Gestapo w 1942 mieszkał Piotr Drzewiecki, pierwszy prezydent miasta stołecznego Warszawy w okresie II Rzeczypospolitej.
W latach 1945–2006 w budynku działał państwowy Wojewódzki Szpital Chirurgii Urazowej Dziecięcej „Omega”, a w 2012 klub muzyczny Nowa Jerozolima. W 2023 rozpoczęła się przebudowa i rozbudowa kamienicy z przeznaczeniem na apartamentowiec.